# Fanny Bullock Workman
Fanny Bullock Workman (8. ledna 1859 Worcester – 22. ledna 1925 Cannes) byla americká geografka, kartografka, průzkumnice, spisovatelka a alpinistka, především v oblasti Himálaje. Vytvořila několik výškových rekordů, vydala osm knih a bojovala za ženská práva.
Narodila se do bohaté rodiny, byla vzdělávána na nejlepších školách, jež byly ženám dostupné, a cestovala po Evropě, Severní Africe a Asii. Podnikala cyklistické výpravy po Švýcarsku, Frincii, Itálii, Alžírsku a Indii. Ty byly dlouhé tisíce mil, s přespáváním v jakémkoliv úkrytu. O každé výpravě napsala knihu, v rámci níž také popisovala život žen v daném státě.
Na konci cyklistické výpravy Indií se v Himálaji seznámila s alpinismem. Ačkoliv neměla moderní horolezecké vybavení, prozkoumala několik ledovců a dosáhla vrcholů několika hor. Nejvyšší z nich byl Pinnacle Peak, jehož pokořením stanovila tehdejší ženský výškový rekord.
O těchto výpravách později také přednášela. Stala se první ženou, jenž přednášela na Sorbonně, a druhou, jenž přednášela v rámci Royal Geographical Society. Obdržela mnoho ocenění od evropských horolezeckých a geografických společností a byla považována za jednoho z nejlepších horolezců své doby.
V roce 1917 onemocněla a zemřel po dlouhé nemoci v roce 1925 v Cannes ve Francii.